# Kris Lang
Kristoffer Douglas Lang (Gastonia, Carolina del Norte, 12 de diciembre de 1979) es un exjugador de baloncesto estadounidense. Con 2,11 metros de estatura, jugaba en la posición de pívot. 

## Trayectoria
En octubre de 2014 se unió a los Guácharos de Monagas de la LNB de Venezuela.
[actualizar]

## Selección nacional
Lang disputó el Campeonato FIBA Américas de 2005 con la selección de baloncesto de Estados Unidos, terminando en la cuarta ubicación del torneo.